# Южець-Шляхецький
Южець-Шляхецький (пол. Jurzec Szlachecki) — село в Польщі, у гміні Стависьки Кольненського повіту Підляського воєводства.
Населення — 146 осіб (2011).
У 1975-1998 роках село належало до Ломжинського воєводства.

## Демографія
Демографічна структура станом на 31 березня 2011 року:
|          | Загалом | Допрацездатний вік | Працездатний вік | Постпрацездатний вік |
| -------- | ------- | ------------------ | ---------------- | -------------------- |
| Чоловіки | 70      | 10                 | 46               | 14                   |
| Жінки    | 76      | 19                 | 40               | 17                   |
| Разом    | 146     | 29                 | 86               | 31                   |